# Jim Martin
James Blanco Martin, noto come Jim Martin (Oakland, 21 luglio 1961), è un chitarrista statunitense noto per essere stato il chitarrista dei Faith No More.
Martin ha suonato anche per i gruppi EZ-Street, Vicious Hatred, Agents of Misfortune, Recluse, e Pigs of Death.

## Biografia
Negli anni ottanta suona la chitarra nei Vicious Hatred e saltuariamente nei Spastik Children insieme all'amico Cliff Burton. Nel 1983 si unisce ai Faith No More, coi quali rimarrà fino al 30 novembre 1993, anno in cui verrà sostituito da Trey Spruance.

## Faith No More
Martin si unì ai Faith No More nel 1983, due anni dopo la formazione del gruppo. Martin è apparso negli album We Care a Lot, Introduce Yourself, nel loro album più famoso The Real Thing con il nuovo cantante Mike Patton che rimpiazzò Chuck Mosley, e Angel Dust.
In seguito all'uscita di Angel Dust, Martin si allontanò dal gruppo per ragioni che restano sconosciute. Sul suo sito internet Martin affermò che The Real Thing era l'album ideale dei Faith No More sia nel processo creativo che nel tour che ne seguì. La band licenziò Martin via fax il 30 novembre 1993. Come indicazione della distanza che si era venuta a creare tra Martin ed il resto della band, questi registrarono Another Body Murdered (con Boo-Yaa T.R.I.B.E., per la colonna sonora di Judgment Night) senza la sua partecipazione. Allo stesso modo, Martin produsse e registrò del materiale per il film Bill and Ted's Bogus Journey senza la partecipazione degli altri membri del gruppo. Il produttore Matt Wallace disse in The Real Story (un libro biografico sui Faith No More) che la morte del padre di Martin fu un fattore che contribuì all'allontanamento del chitarrista.
Il 18 febbraio 2009 la Roadrunner Records annunciò che Martin non avrebbe partecipato al tour di riunione dei Faith No More. Il 23 febbraio 2009 fu annunciato da Mike Patton che i Faith No More si sarebbero riuniti per una serie di concerti in Europa. Il 25 febbraio, poco dopo le dichiarazioni di Patton, Bill Gould affermò che la riunione dei Faith No More sarebbe avvenuta senza la presenza di Martin.

## Carriera Solista
Il progetto da solista di Martin era originariamente chiamato The Behemoth ma lo rinominò The Moniker dopo aver scoperto che un gruppo Black Metal polacco già si chiamava Behemoth. Il suo primo ed unico album era intitolato Milk and Blood, nel quale si trova una cover della sua vecchia band "Surprise! You're Dead".
Martin vive nella Castro Valley, con sua moglie e i suoi due figli. Ha guadagnato una certa fama negli ultimi anni per i suoi interessi non musicali nei campionati di crescita delle zucche.
Nel 2011, Jim si unì ai Metallica sul palco con Gary Rossington, Pepper Keenan e Jerry Cantrell per suonare "Tuesday's Gone" come parte dello show per i 30 anni dei Metallica. Nel 2013, Jim Martin ha suonato la chitarra per la riunione degli Infectious Grooves all'Orion Music + More festival a Belle Isle a Detroit.

## Discografia

### Con i Faith No More
- 1985 - We Care a Lot
- 1987 - Introduce Yourself
- 1989 - The Real Thing
- 1992 - Angel Dust

### Solista
- 1997 - Milk and Blood